# Guitelia royi
Guitelia royi là một loài bọ cánh cứng trong họ Cerambycidae.